# Bisdom Leontium

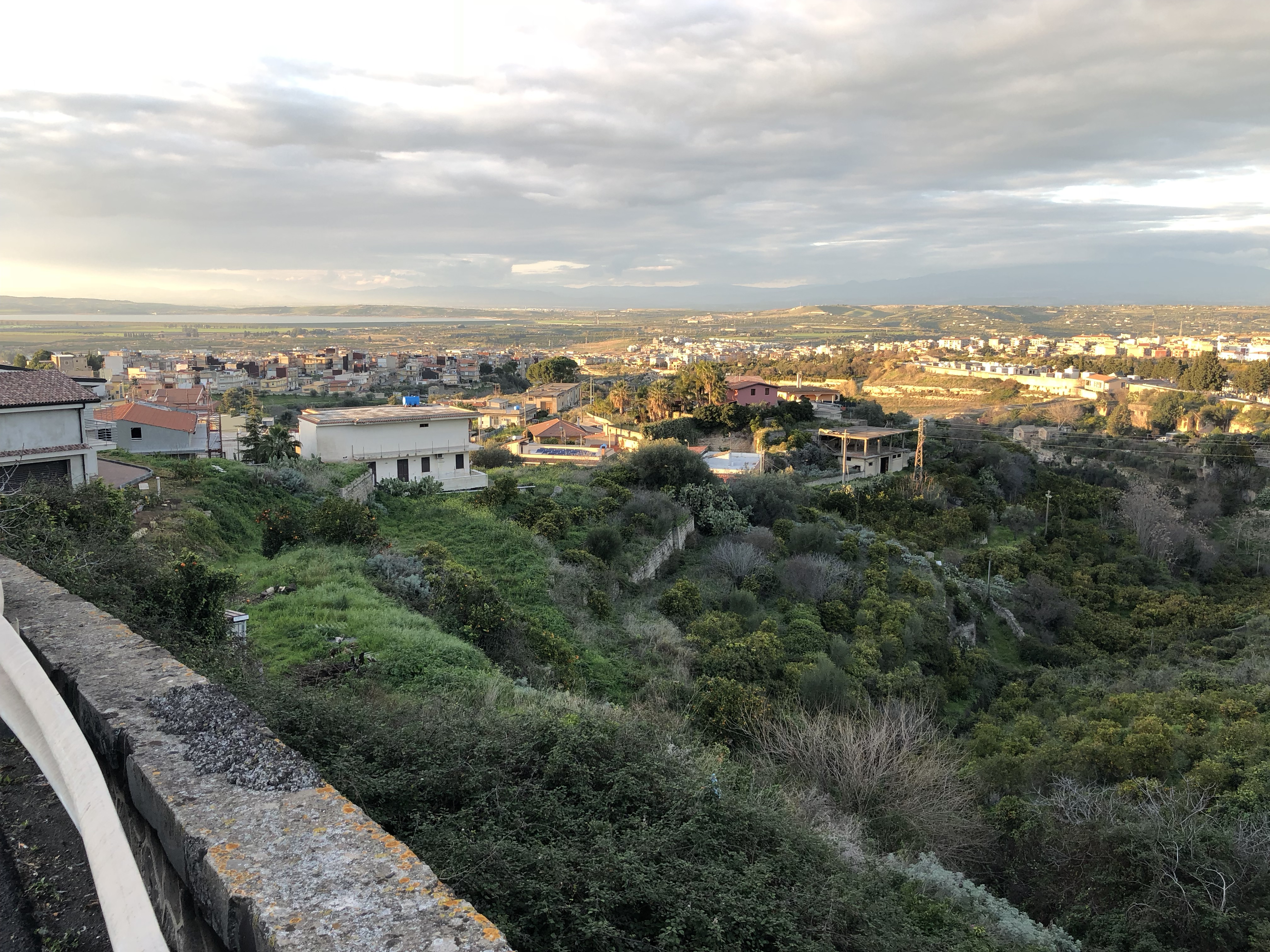
Zicht op Lentini, Sicilië, Italië

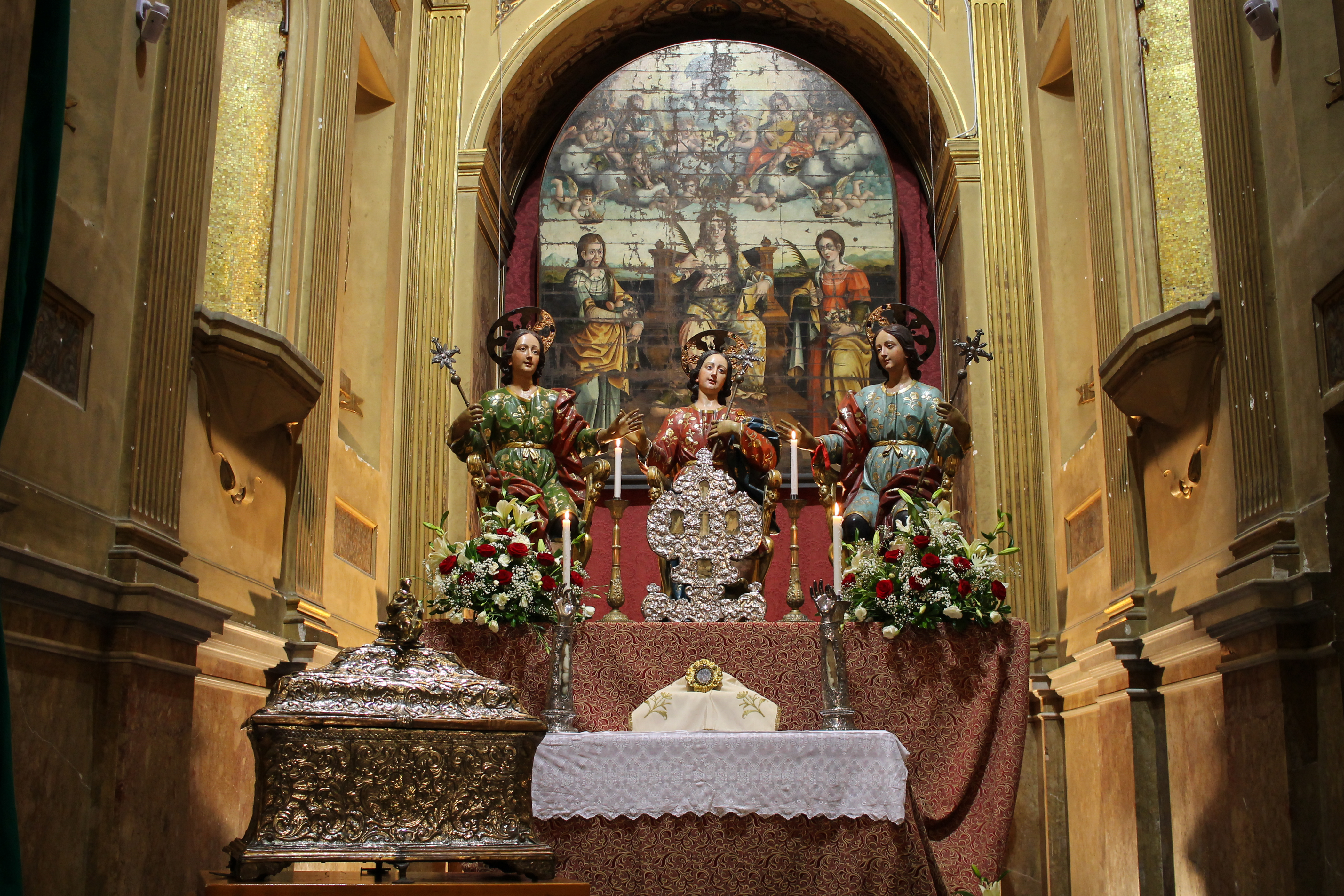
Hoofdkerk en 'ex-kathedraal' Santa Maria la Cava e Sant'Alfio in Lentini. Verering der drie martelaren Alphius, Philadelphus en Cyrinus.

Het bisdom Leontium of bisdom Lentini (Diocesis Leontina) is een voormalig Romeins en Byzantijns bisdom aan de oostkust van Sicilië, Italië. Het bestond van de 3e eeuw tot de 9e eeuw. De bisschopszetel was de stad Leontini, de moderne stad in het Italiaans Lentini. Het bisdom was suffragaan aan het aartsbisdom Syracuse.
Vanaf 1968 is het bisdom Lentini een titulair bisdom in de Roomse Kerk. Dit is een eretitel uitgereikt aan verdienstelijke prelaten. 

## Historiek
In de 3e eeuw ontstond er in het kleine stadje Leontini ofwel Lentini aan de Siciliaanse oostkust een christengemeente. De marteldood van de drie broers Alphius, Philadelphus en Cyrinus door prefect Tertullus, startte een verering in de grot waar ze begraven lagen. Bovenop verrees een klein heiligdom. 
De legende over de drie martelaren verhaalt hoe hier na de marteldood het bisdom Lentini startte. Alexander of met zijn doopnaam Neophytus was de eerste bisschop, gevolgd door zijn neef Rhodippus; beide zijn heilig verklaard. De bisschoppen waren suffragaan aan het aartsbisdom Syracuse. Dat keizer Licinius (308-324) tot wiens invloedssfeer Sicilië behoorde tijdens de tetrarchie, vaak in de Balkan verbleef, hielp tot de groei van het kleine bisdom. In de loop van de 4e eeuw of 5e eeuw verrees de paleochristelijke kathedraal van Lentini. De verering van de drie martelaren kende een vlucht. De naam van de kerk was Santa Maria la Cava e Sant’Alfio. De grot in de ondergrond bleef een cultusplaats voor de drie martelaren.
Het bisdom Lentini bleef, zoals grote delen van Sicilië, deel uitmaken van het Byzantijnse Rijk met hoofdstad Constantinopel. Niettemin waren er enkele contacten met de paus in Rome, zoals met de bisschoppen Lucidus en Lucianus II (6e-7e eeuw).
In het jaar 790 was de bisschopstroon vacant. Dit had te maken met toenemende invallen van Arabische troepen vanuit Noord-Afrika. De dynastie der Aghlabiden verjoeg de Byzantijnen en richtte het emiraat Sicilië op (9e eeuw). Het bisdom Lentini bestond niet meer.
In de loop van de 11e eeuw veroverden de Normandiërs stormenderhand Sicilië. Het regerende Huis Hauteville schafte het emiraat Sicilië af. Ze bouwden het koninkrijk Sicilië op met Roomse invloed. De Normandiërs richtten het bisdom Lentini niet op. Ze kozen ervoor dat het Latijnse bisdom Syracuse een groot territorium had aan de oostkust van Sicilië, en dit ondanks het feit dat Lentini gekend was voor zijn martelaren en martelaressen. In Lentini werd de ex-kathedraal in het jaar 1169 verwoest door de grote aardbeving in Catania en omstreken. De kerk Santa Maria la Cava e Sant’Alfio werd heropgebouwd. Dit herhaalde zich na de aardbeving van 1542 en van 1693.
In 1516 ontstond beroering in Lentini. De Grieks-orthodoxe abt van Fragalà in Frazzanò beweerde dat de relikwieën van Alphius, Philadelphus en Cyrinus na een verdwijning van 700 jaar in zijn abdij waren teruggevonden. Inwoners van Lentini gingen op rooftocht zodat ze de relikwieën konden vereren in hun kerk Santa Maria la Cava e Sant’Alfio, en dit na zo'n eeuwenlange onderbreking.
In de loop van de 18e eeuw, tijdens het Bourbonbestuur in het koninkrijk Sicilië, waren er gesprekken om het bisdom Lentini opnieuw in te stellen, doch dit gebeurde niet.
In 1968 bepaalde paus Paulus VI dat het bisdom Lentini op Sicilië voortaan een titulair bisdom is van de Roomse Kerk.

## Romeinse en Byzantijnse bisschoppen
Van de volgende bisschoppen uit de Romeinse Tijd en Byzantijnse Tijd zijn er namen bekend.
1. Alexander of Neophytus (3e – 4e eeuw), heilige
2. Rhodippus (3e – 4e eeuw), neef van Alexander, heilige
3. Crispus
4. Theodosius Marathonites
5. Felicinatus
6. Herodion
7. Theodosius II
8. Crescens. Deze doekte de cultus op van de drie broers en martelaren Alphius, Philadelphus en Cyrinus in de kathedraal. Zijn aartsdiaken Lucianus verzette zich hiertegen.
9. Lucianus (5e of 6e eeuw), voorheen aartsdiaken en opponent van Crescens, heilig verklaard
10. Alexander (6e eeuw), voorheen aartsdiaken doch er bestaat naamsverwarring met andere bisschoppen op Sicilië met de naam Alexander.[6]
11. Lucidus (6e - 7e eeuw). Lucidus is de eerste bisschop van Lentini over wie een bron bestaat dat hij geleefd heeft. Lucidus schreef een brief naar paus Gregorius I de Grote. Deze brief is gedateerd circa het jaar 600.
12. Lucianus II (midden 7e eeuw), heilige. Lucianus nam deel aan een synode in het Paleis van Lateranen onder leiding van paus Martinus I. Dit was zonder goedkeuring van Constantinopel.
13. Costantinus (circa 780 – 790). Hij was de laatst benoemde bisschop van Lentini. Constantinus nam deel aan het Tweede Concilie van Nicea. Hij ging op de loop voor de invallende Arabieren. Hij verstopte de relikwieën van de drie martelaren in het orthodoxe klooster van Fragalà in Frazzanò.
14. Sede vacante

## Titulaire bisschoppen in de Roomse Kerk
1. Joseph Crescent McKinney (1968-2010), hulpbisschop van Grand Rapids, Verenigde Staten
2. Józef Górzyński (2013-2015), hulpbisschop van Warschau, nadien aartsbisschop van Warschau, Polen.
3. Marek Grzegorz Marczak (2015- ), hulpbisschop van Łódź, Polen